# Genovska Gazarija
Gazarija (italijansko Gazaria, Cassaria, Cacsarea in Gasaria) je bilo ime kolonialnih posesti Genovske republike na Krimu in črnomorski  obali na ozemljih sedanje Rusije, Ukrajine in Romunije od sredine 13. stoletja do konca 15. stoletja. Genovsko republiko je zastopal konzul, glavno mesto Gazarije pa je bilo mesto Kaffa (današnja Feodozija) na polotoku Krimu.
Ime Gazarija izhaja iz imena Hazarija, čeprav so Hazari prenehali vladati na tem območju precej pred prihodom Genovežanov. 

## Zgodovina
Politična osnova za ustanovitev genovskih kolonij je bil sporazum iz Nimfeja iz leta 1261, s katerim je cesar Nikejskega cesarstva podelil Genovežanom izključno pravico do trgovanja v "Mare Maius" (Črno morje). Posledično je bila leta 1266 Genovežanom podeljena Caffa, ki je postala prestolnica genovskih črnomorskih kolonij.
Leta 1308 so Mongoli iz Zlate horde pod poveljstvom Tokta kana po dolgotrajnem obleganju osvojili Caffo. Pet let kasneje je Genovežanom uspelo ponovno pridobiti svojo kolonijo od Toktovega naslednika Uzbeg kana. Leta 1313 je Genovska republika po ponovni pridobitvi mesta upravljanje kolonije organizirala bolj strukturirano. Zakonodajna oblast je bila dodeljena Officiumu Gazarie, sestavljenemu iz osmih sodnikov, ki so ostali na položaju šest mesecev in sami imenovali svoje naslednike. Izvršna oblast je bila zaupana enoletnemu konzulu Caffe, ki mu je pomagal pisar ali kancler, ki ju je imenovala genovska vlada. Izvoljeni svet 24 članov, prav tako z enoletnim mandatom, je bil sestavljen iz polovice plemičev in polovice trgovcev ali obrtnikov. Od slednjih so lahko bili štirje lokalni prebivalci, ki so pridobili genovsko državljanstvo. Svet je izmed svojih članov izvolil poseben svet s šestimi člani. Druga mesta v koloniji so imela podobno upravo, podrejeno upravi Caffe.
Leta 1341 so bili zakoni, ki so veljali v Genovski Gazariji, zbrani v Liber Gazarie, ki se zdaj hrani v Državnem arhivu v Genovi. Zbirka je bila leta 1441 posodobljena in objavljena kot Statuta Gazarie.
Leta 1347 je Zlata horda, tokrat pod vodstvom Džanibega, ponovno oblegala Caffo. Anonimna kronika pripoveduje, da so oblegovalci s katapulti izstreljevali v mesto trupla oblegovalcev, umrlih zaradi črne kuge, ki se je razširila z vzhoda. Obleganci so trupla čim prej vrgli v morje, a se je kuga kljub temu razširila. Kuga se je prek obsežne genovske trgovske mreže razširila po vsem Sredozemlju. Jeseni 1347 je dosegla Carigrad in kasneje Messino, od koder se je razširila po Evropi.
Davčni prihodki Gazarie so bili dodeljeni compera di Gazaria, združenju državnih upnikov, ki je predplačevalo stroške za obrambo kolonije. Compera je pravzaprav pripadala Banki svetega Jurija, ki je torej upravljala z davčnimi prihodki Gazarije.
Po padcu Carigrada leta 1453 je republika prepustila suverenost nad Gazarijo Banki svetega Jurija, saj je verjela, da je edina sposobna organizirati odpor proti Turkom. Vse genovske domene je leta 1474 kljub temu osvojilo Osmansko cesarstvo.